# Accademia dei Pastori Fratteggiani

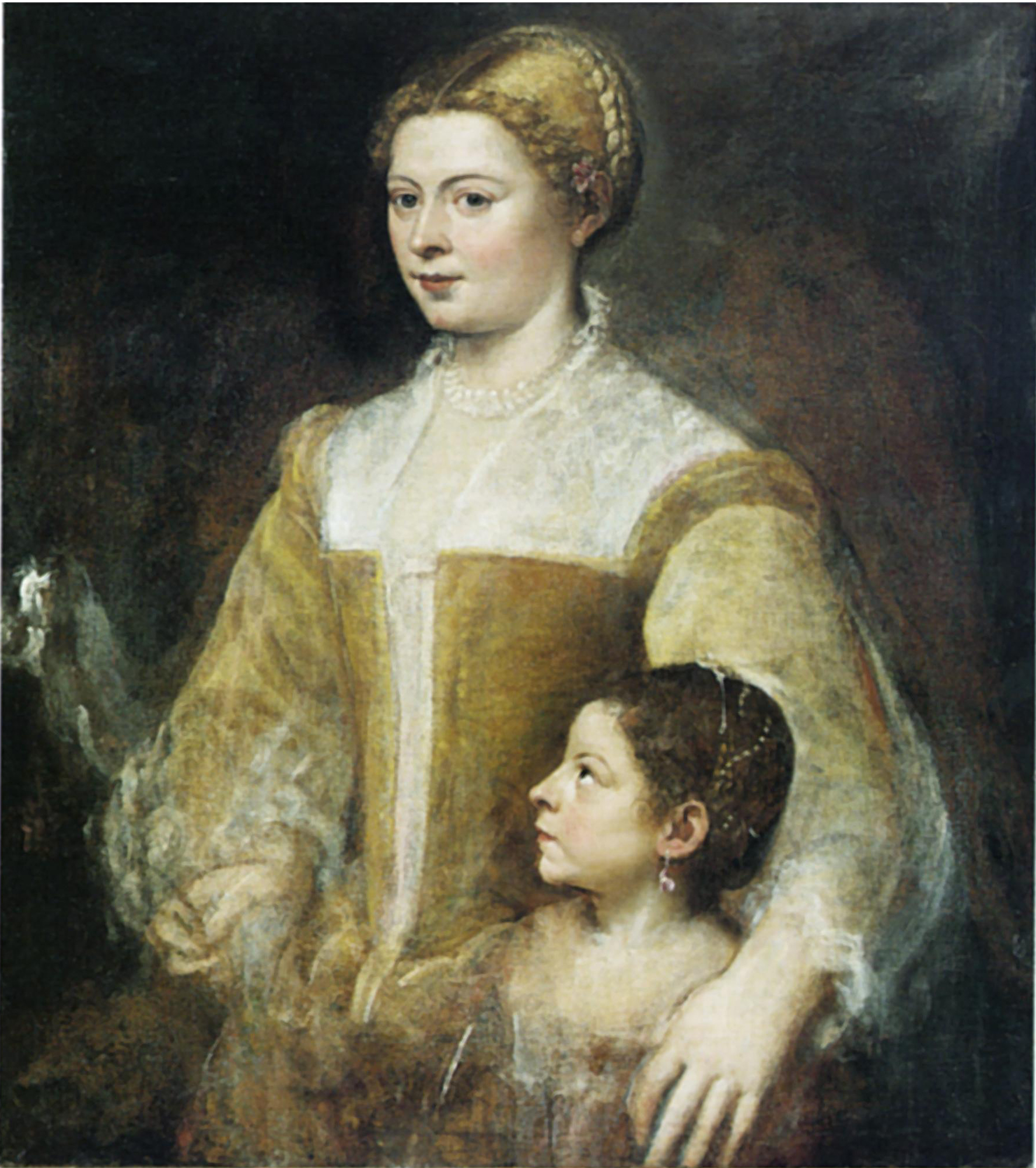
Tiziano, probabile ritratto di Lucrezia Gonzaga

L'Accademia dei Pastori Fratteggiani fu un'accademia letteraria fondata a Fratta intorno al 1555 dalla letterata  Lucrezia Gonzaga e ospitata all'interno di Palazzo Manfrone.

## Membri dell'Accademia
- Lodovico Domenichi
- Antonio Beffa Negrini
- Ortensio Lando
- Giovanni Maria Bonardo
- Girolamo Ruscelli[3]
- Luigi Groto[4][5]
- Orazio Toscanella
- Girolamo Parabosco
- Ludovico Dolce
- Francesco Thiene